# Ucrania en los Juegos Olímpicos de Tokio 2020
Ucrania estuvo representada en los Juegos Olímpicos de Tokio 2020 por un total de 154 deportistas que compitieron en 20 deportes. Responsable del equipo olímpico fue el Comité Olímpico Nacional de Ucrania, así como las federaciones deportivas nacionales de cada deporte con participación.
Los portadores de la bandera en la ceremonia de apertura fueron el esgrimidor Bohdan Nikishyn y la tiradora Olena Kostevych.

## Medallistas
El equipo olímpico de Ucrania obtuvo las siguientes medallas:
| Nombre | Deporte               | Competición            |
| --- | --------------------- | ---------------------- |
| Oro |                       |                        |
| Zhan Beleniuk | Lucha grecorromana    | 87 kg M                |
| Plata |                       |                        |
| Olexandr Jyzhniak | Boxeo                 | Medio (75 kg) M        |
| Olena Starikova | Ciclismo en pista     | Velocidad individual F |
| Anzhelika Terliuga | Karate                | 55 kg F                |
| Parviz Nasibov | Lucha grecorromana    | 67 kg M                |
| Myjailo Romanchuk | Natación              | 1500 m libre M         |
| Liudmyla Luzan Anastasiya Chetverikova                                                                                                 | Piragüismo            | C2 500 m F             |
| Bronce |                       |                        |
| Yaroslava Mahuchij | Atletismo             | Salto de altura F      |
| Ihor Reizlin | Esgrima               | Espada individual M    |
| Daria Bilodid | Judo                  | –48 kg F               |
| Stanislav Horuna | Karate                | 75 kg M                |
| Iryna Koliadenko | Lucha libre           | 62 kg F                |
| Ala Cherkasova | Lucha libre           | 68 kg F                |
| Myjailo Romanchuk | Natación              | 800 m libre M          |
| Marta Fiedina Anastasiya Savchuk | Natación sincronizada | Dúo F                  |
| Maryna Alexiva Vladyslava Alexiva Marta Fiedina Kateryna Reznik Anastasiya Savchuk Alina Shynkarenko Xeniya Sydorenko Yelyzaveta Yajno | Natación sincronizada | Equipo F               |
| Liudmyla Luzan | Piragüismo            | C1 200 m F             |
| Elina Svitolina | Tenis                 | Individual F           |
| Olena Kostevych Oleh Omelchuk | Tiro                  | Pistola 10 m mixto     |